# Martin Kallmann (Unternehmer)

Werbeanzeige des Unternehmens aus dem Jahr 1923 mit Beschreibung der Industriebahn des Geyseritwerks Usingen

Martin Kallmann (* 1. November 1891 in Kobelin, Provinz Posen; † 24. Oktober 1982) war ein deutscher Kaufmann und Unternehmer.

## Leben und Wirken
Martin Kallmann war ein Sohn von Johanna Kallmann geborene Koppel (* 8. Oktober 1860 in Kobelin; † 8. Mai 1945). Er absolvierte eine Lehre bei dem renommierten Bahnbedarfs-Unternehmen Orenstein & Koppel in Dortmund und Berlin. Im Ersten Weltkrieg leitete er den Bau und den Betrieb militärischer Feld- und Waldbahnen.
Im Alter von 27 Jahren gründete er 1919 das Unternehmen Deutsche Feldbahn- und Industriebedarfs-KG Martin Kallmann mit Sitz in Mannheim, auf dem Grundstück Goethestraße 4. Er vertrieb unter anderem Gleise, Weichen und Drehscheiben sowie Loren und Lokomotiven verschiedener Hersteller. Das Unternehmen wuchs in der Nachkriegszeit schnell und war mit Verkaufsstellen und Handelsvertretungen in Stuttgart, München, Berlin und Leipzig sowie in Straßburg und Paris überregional aktiv.
In den 1920er Jahren gründete Kallmann in Mannheim zwei weitere Unternehmen, die Ferro-Chemie GmbH und die Süddeutsche Holzverwertung. Insgesamt erzielte er mit diesen drei Unternehmen Umsätze von knapp zwei Millionen Reichsmark pro Jahr.
Als Jude wurde er in der Zeit des Nationalsozialismus gezwungen, seine Unternehmen weit unterhalb des Marktwerts für weniger als 150.000 Reichsmark an den „arischen“ Kaufmann Richard Greiling zu verkaufen. Er floh daraufhin mit nur 10 Reichsmark in bar über die Schweiz und Frankreich in die USA, wobei sein Vermögen, seine Konten und Wertpapiere, komplett vom Deutschen Reich konfisziert wurden. In den 1950er Jahren konnte Martin Kallmann Restitutionsansprüche geltend machen. Das Rückerstattungsverfahren zog sich nach Inkrafttreten des Restitutionsgesetzes elf Jahre hin und endete 1958 schließlich mit einem Vergleich.